# كين ويلارد
كين ويلارد (بالإنجليزية: Ken Willard)‏ هو لاعب كرة قدم أمريكية أمريكي، ولد في 14 يوليو 1943 في ريتشموند في الولايات المتحدة.

## وصلات خارجية
- كين ويلارد على موقع مرجع كرة القدم المحترفة.كوم (الإنجليزية)